# ハッカソン

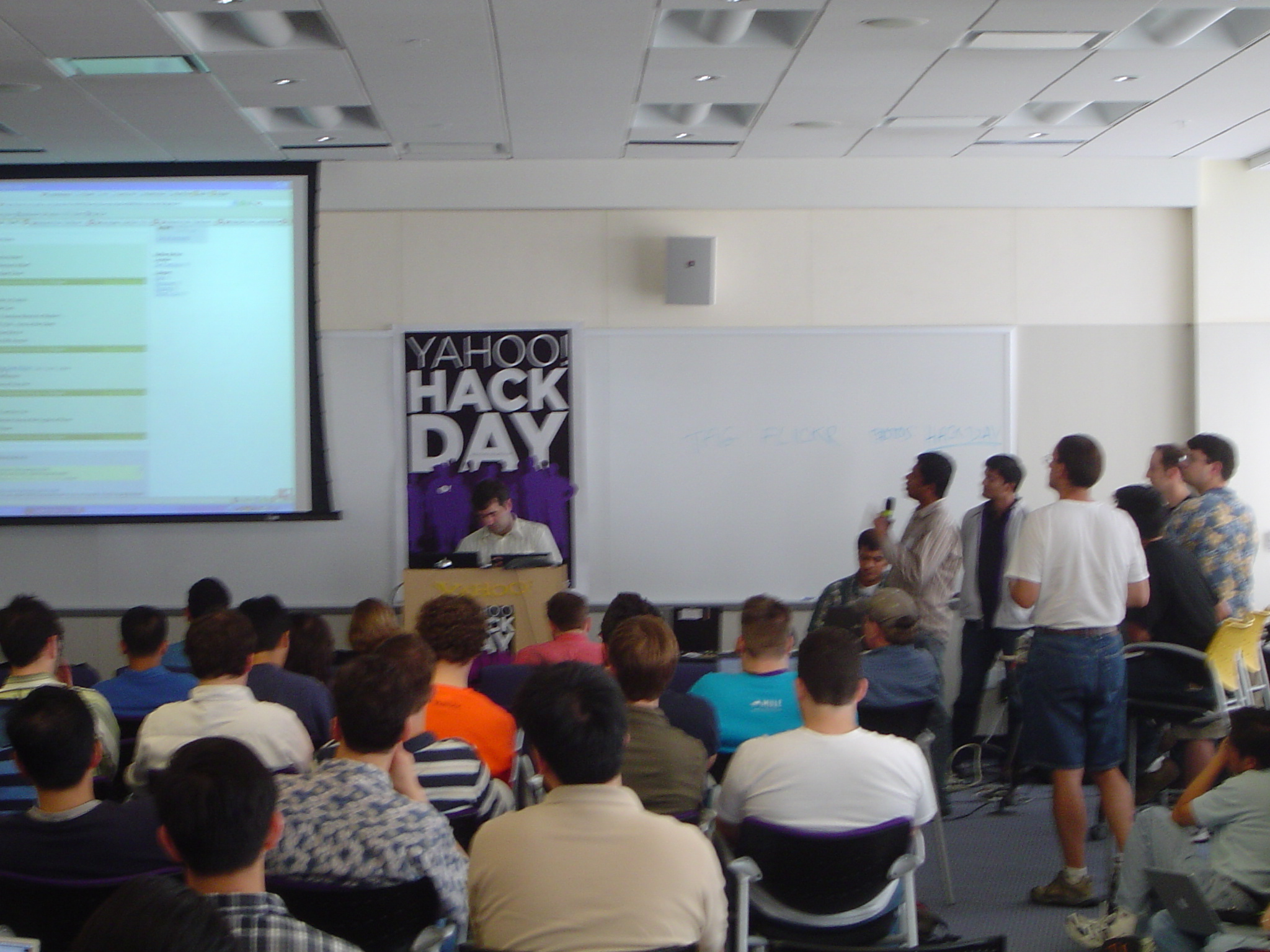
Yahoo!本社で2006年6月6日に開催されたYahoo! Internal Hack Dayイベント

ハッカソン（英語: hackathon）とは、ソフトウェア開発分野のプログラマやグラフィックデザイナー、ユーザインタフェース設計者、プロジェクトマネージャらが集中的に作業をするソフトウェア関連プロジェクトのイベントである。個人ごとに作業する場合、班ごとに作業する場合、全体で一つの目標に作業する場合などがある。時にはハードウェアコンポーネントを扱うこともある。ハッカソンは1日から一週間の期間で開催することがある。ハッカソンは教育や社会的な目的を意図に開催するものもあれば、最近ではエンジニア採用や社内イノベーション目的で開催されるものもある。使用に耐えるソフトウェアの開発や既存のソフトウェアを改善することを目標としている場合もある。また、使用プログラミング言語、オペレーティングシステム、アプリケーション、API、主題や参加プログラマーの人数を定める場合がある。別名ハックデイ（hack day）、ハックフェスト（hackfest）、データソン（datathon）、コードフェスト（codefest）。

## 歴史
ハッカソンという言葉はハック（hack）とマラソン（marathon）を合わせた混成語である。この言葉はOpenBSDの開発者やサン・マイクロシステムズのマーケティングチームによってそれぞれ自主的に考えだされたと思われ、1999年から使われ始めたと言われている。
OpenBSDによって最初に使用されたことがはっきりとしているのが1999年6月4日にカルガリーで行われた暗号開発イベントであり、アメリカ合衆国から10人の開発者が暗号ソフトウェアの輸出規制によって発生する法的問題を回避するために参加した。
サン・マイクロシステムズがこの言葉を使用し始めたのは1999年6月15日から19日まで開催されたJavaOneカンファレンスである。ここではジョン・ゲージが出席者に新製品のPalm Vを使って他のPalmユーザーと赤外線通信やインターネットへ登録するためのプログラムをJavaで記述することに挑戦させた。このイベントは「ザ・ハッカソン（the Hackathon）」と称された。
2000年代半ばから後半にかけてハッカソンは著しく普及し、企業やベンチャーキャピタルが新たなソフトウェア技術の迅速な開発や技術革新、投資の新たな場と注目するようになっていった。いくつかの主要企業がハッカソンから誕生するようになり、2010年のTechCrunch Disrupt NYCで開催されたハッカソンのプロジェクトから誕生したGroupMeは2011年にSkypeから8500万ドルの出資を受けた。

## ハッカソンの流れ
ハッカソンは一般的に（もしある場合だが）イベントに関する主題に関する1つもしくは複数のプレゼンテーションで始まる。その後、参加者達は個々の関心ごとや技能に基づきアイデアを出したりチームを結成したりする。そしてハッカソンの主作業は始まってから数時間から数日間続くことになる。24時間を超えたり、競争が激しかったりした場合、参加者はしばしばピザや栄養ドリンクでくだけた食事をする。また寝る時も寝袋などで雑魚寝する。
終わりには通常チームごとの結果を示したデモンストレーションが行われる。コンテスト要素も時々あり審査員が優勝チームを選出し賞を授与する。多くのハッカソンでは審査員は団体やスポンサーによって構成されている。BarCampスタイルのハッカソンではiOSDevCampのような開発コミュニティによる運営で行われており、審査は通常その分野の同僚によって行われる。ハッカソンでは時々高額賞金が授与されることがあり、TechCrunch Disruptのソーシャルゲームハッカソンでは優勝者に25万ドルの賞金が贈られた。
他のハッカソンではコンテスト要素は無いものの、むしろ既存ソフトウェアの改善に主眼が置かれたものもある。この場合度々ハッカソンはコード上の作業で開発者が直接顔を合わせる数少ない機会の1つを与えるためにオープンソースソフトウェア (en) の一部分を参加者に委ねている。このようなイベントのことを「スプリント」もしくは「コードスプリント」と呼ばれることもある。

## ハッカソンの種類

### 特定のプラットフォーム向け
いくつかのハッカソンはモバイルアプリケーションやデスクトップOS、Webプログラミングといった特定のプラットフォームに焦点を絞っている。
イングランドのブレッチリー・パークで行われたMobile appのハッカソンであるOver the Airには企業の後援と関心が多く集まった。またビデオベースのアプリケーションやコンピュータゲームを開発するために開催されたハッカソンもある。
音楽関連のソフトウェアやハードウェアアプリケーションのためのハッカソンであるMusic Hack Dayは2009年以降世界中で20回以上開催され、人気あるイベントになっている。
1999年より例年行われているOpenBSDを使ったハッカソンは先駆者とされ「ハッカソン」という言葉の起源となっている。
Android、iOS、MeeGoといった携帯機器用オペレーティングシステムで動くアプリケーションを開発するハッカソンも複数行われている。

### 特定のプログラミング言語、API、フレームワークを使用
2007年よりPerlをテスト含めて改善するハッカソンが行われている。またHaskellやScalaを使った同様のハッカソンも行われている。
さらにHTML5やRuby on Railsといった特定の言語やフレームワークでアプリケーションを作成することを目的とするハッカソンもある。
特定の企業もしくはデータソースを使ったアプリケーションプログラミングインタフェースでアプリケーションを製作する目的のハッカソンもいくつか行われている。Yahoo!が2006年より開催しているThe Open Hack Day（別名"Hack Day"）ではFlickrのようなYahoo!運営のウェブサイトのAPIを含めたYahoo! APIが使用されている。Googleでも自社のAPIを使った同様のイベントや旅行会社ロンリープラネットも行なっている。
ウェブサイトFoursquareは2011年に大規模なグローバルハッカソンでは世界30会場で500人以上の開発者がFoursquare APIを使ってアプリケーション製作を競った。
PyPy、Drupal、MediaWikiを使ったハッカソンもある。

### 特定の目的

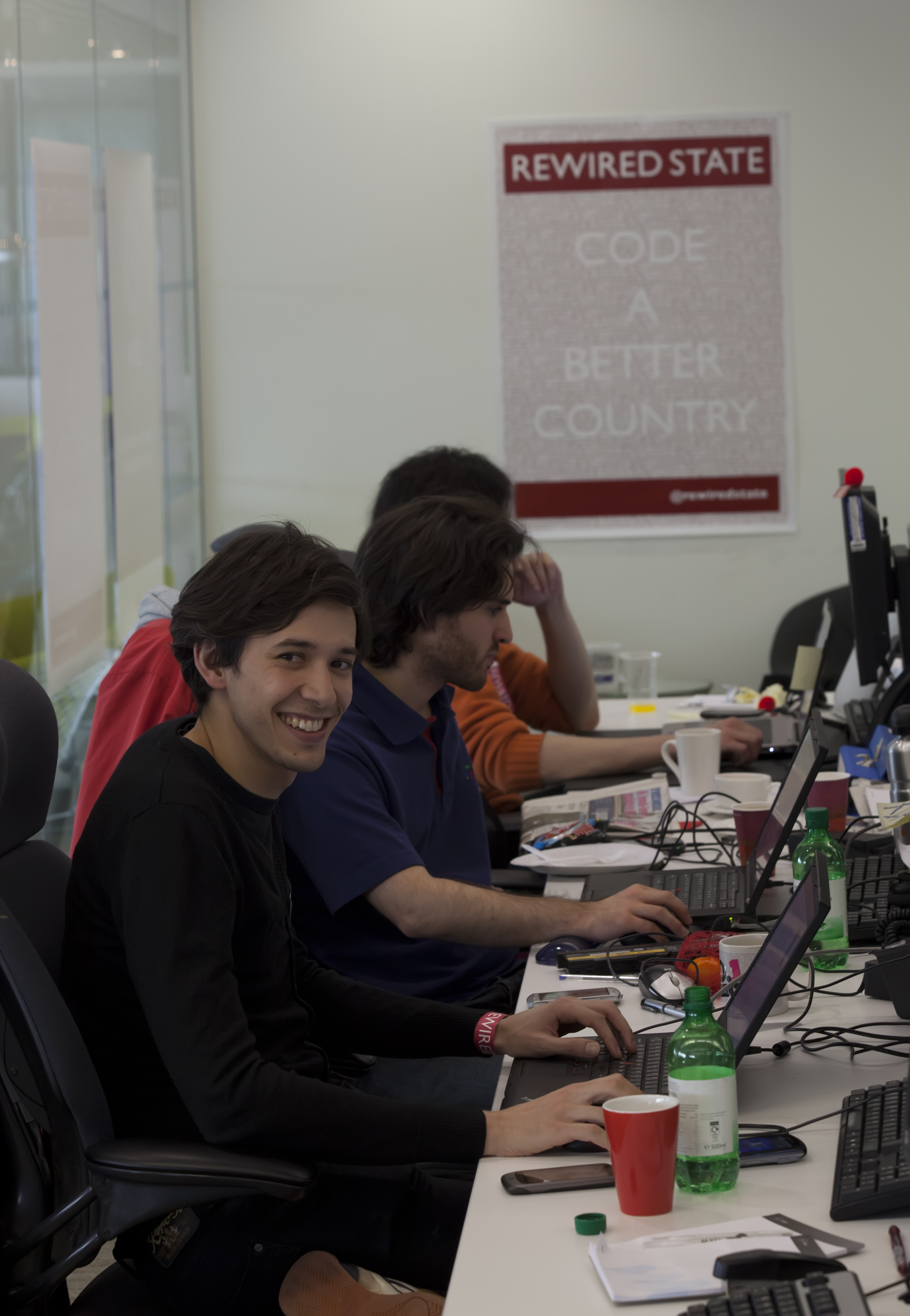
2011年にRewired Stateで開催された"National Hack the Government Day"に参加している開発者

政府を改善、具体的にはオープンガバメントのためにハッカソンがいくつか開催されることがある。2011年にはアメリカ合衆国議会の主催でそのようなイベントが開催された。
都市交通システムを改善するために開催されたハッカソンもある。また、Education Hack Dayのように教育の改善を目的としたハッカソンもいくつか開催されている。Random Hacks of Kindnessという別の有名ハッカソンでは防災や危機対応を目的に開催されている。

### 年齢などを限定
ティーンネイジャーや大学生、女性に限定したプログラマーが参加できるハッカソンもいくつか開催されている。日本では大学生向けだと、宿泊型ハッカソンの関西ビギナーズハッカソンがある。

### 企業内ハッカソン
FacebookやGoogleなどいくつかの企業でも技術スタッフが開発した新製品を売り込むために社内ハッカソンを開催している。Facebookのいいね!ボタンもハッカソンの一部から考え出されたものである。日本では日立製作所グループが実施した。

### 一般のハッカソン
出席者や内容に制限を設けず、興味を引くアプリケーションソフトウェアの迅速な製作を単純に競うハッカソンもいくつか開催されている。例としてポルトガルのインターネットサービスプロバイダであるSAPOがスポンサーになっているSAPO Codebitsがある。

### 産学連携ハッカソン
ハッカソンは産学連携にも広がりつつある。日本では、東京工科大学が産学連携ハッカソンを開いたことを皮切りに、金沢工業大学や立教大学、大阪大学でも開催されるようになった。

### ハードウェアハッカソン
メイカーズムーブメントの流れを受け、アナログ回路、デジタル回路、PCB設計、組み込みソフトウェア、3Dプリンタなどの技術領域を用いたハードウェア分野のハッカソンが行われるようになってきた。こうしたものはメイカソンとも呼ばれる。
GUGENハッカソンでは、多くの課題解決型のハードウェアプロダクトが生み出させた。また、同様の試みとしてはMA9　Mashup Campなどがある。
新事業創出の観点から、製造業の大企業もハードウェアハッカソンに取り組み始めている。

### アートハッカソン
2014年に3331alpha が主催する日本初のアートに特化したハッカソン「3331α Art Hack Day」が開催された。参加申込者から選出された50名のアーティストとエンジニアが一堂に会し、芸術と技術が融合した新たな作品を3日間で即興的に制作した。制作された作品は様々な展示会やイベントで展示され、特に書道家の情動を可視化した作品は、2015年ミラノ国際博覧会の日本館で展示された。「3331α Art Hack Day」の参加者が、日本初のバイオアートハッカソン「Ghost in the Cell: Bio Art Hackathon 2015」を2015年7月に開催し、2016年に開催された「KENPOKU ART 2016 茨城県北芸術祭」の作品の一部を選出するために「KENPOKU Art Hack Day」を2015年10月・11月に開催したなど、「3331α Art Hack Day」の開催をきっかけにアート分野にも浸透を始めている。
誰しもがアートハッカソンを開催できるように、3331alpha は、アートハッカソンのフォーマット化を進めている。

### 音楽ハッカソン
2015年に、世界各地で開催されている注目の音楽ハッカソン「Music Hack Day」の日本版「Music Hack Day Tokyo 2015」が開催された。Music Hack Dayは2009年でロンドンで初開催されて、サンフランシスコやパリ、バルセロナ、ニューヨーク、ヘルシンキ、ベルリンなど毎年世界の主要都市で行われている。

### 化学ハッカソン
日本の理化学研究所計算科学研究機構により、初めての量子化学ハッカソンが開催された。量子化学は、計算機を使用する分野であるため、ハッカソンが適用された。

### 自動車ハッカソン
自動車分野のハッカソンも増えている。フォードが世界の8地区でハッカソンを開催したほか、トヨタ子D自動車も行った。

### ヘルスケアハッカソン
新しい医療健康分野の課題をテーマにハッカソンを行っている。この協賛企業にはアステラス製薬などの製薬企業もある。

### 自転車ハッカソン
自転車分野ハッカソンがあり世界35都市で同時開催される自転車のハッカソンイベント「CYCLE HACK」が日本でも開催された。

### オープンデータハッカソン
オープンデータが日本の官庁でも進み始めたこともあり、オープンデータを活用したハッカソンが行われている。

### 金融ハッカソン
フィンテック関連のハッカソンも開催されてきている。

### バイオハッカソン
バイオサイエンスデータベースセンターとライフサイエンス統合データベースセンターが、生命科学系データベースの適切な利用や公開を目的として、セマンティック・ウェブ技術を利用した統合や技術開発を実施するBioHackathon（バイオハッカソン）を2008年2月から毎年開催している。

## ハッカソンプラットフォーム

### 日本
株式会社CoPaletteが運営している、CraftStadiumがある。

### インド
FLIVE Consulting Pvt. Ltd.が運営している、unstopがある。

### アメリカ
Devpostが運営している、Devpostがある。

## 各国におけるハッカソン

### 日本
日本企業においては、ハッカソンがIT企業以外の異分野に広がっていくという独自の流れがある。米Evernoteは、2013年1月25〜27日にかけて、トヨタICT（自動車）、ぐるなび（外食）、じゃらん（旅行）と共催して、東京でハッカソンを開催し、IT以外の分野を巻き込んだハッカソンのメリットが大きく報じられた事がこの流れを作ったと言われる。
ほぼ同じ時期（同月26・27日）には、大阪市もグローバルイノベーション事業の一環として、日本で初めてITとモノの融合領域のハッカソン、「ものアプリハッカソン」を開催した。このハッカソンでできたグループの一つが、Moffというベンチャー企業として立ち上がり、米Kickstarterで目標を上回る資金を見事調達し、多くの注目を集めている。
また、その後、この「ものアプリハッカソン」に個人の立場で参加していた人たちが、勤務先企業に働きかけ、企業が共催するハッカソンが多く行われるようになった。同年10月には、パナソニックが、「今までにない記憶/記録を残すプロダクト」というテーマで「One Panasonic Hackathon」、同年11月には、シャープがロボット掃除機のアプリケーションを競う「コ・クリエーション　ジャム」を開催し、話題となった。
これら先鞭をつけた企業と共催のハッカソンの高まりを受け、次々とハッカソンが行われるようになった。伊藤園アメリカ法人は、お茶のアイデアをくみ出す「茶ッカソン」を開催した。また、富士通はハッカソンをオープンイノベーションの一環と捉え、富士通が外部人材を交えたハッカソンとフューチャーセッションを開催した。他にもNHKもハッカソンを開催している。ハッカソンを開く場所としてコワーキングスペースが活用されることがある。また、ハッカソンに近い概念として交流型イノベータが内閣府経済社会総合研究所が提言している。

#### 参考
- 都知事杯オープンデータ・ハッカソン

## オープンイノベーションとしてのハッカソン
多くの企業で新しい発想や、製品開発に苦慮しており、様々な手法で外部のアイデアを取り込み、新しい発想を得ようとしている。オープンイノベーションの手法には様々な方法があり、その一つとしてハッカソンが注目されている。また、さくらハッカソンなどさらにソーシャルイノベーションを目的としているハッカソンも多い。

## ソーシャルイノベーションとしてのハッカソン
ハッカソンがソーシャルイノベーションや、ソーシャルビジネスなど社会起業家の視点を交え行われることが多い。
それは、社会問題の解決を目的とすれば違う会社の人が入る中でも合意形成が得られやすいからであり、また医療、環境問題等、社会問題の解決そのものがビジネステーマとなっているからである。多くのIT勉強会は東京を中心とした都市圏で開かれており、ハッカソンなどでは地域課題の解決といいつつ多くは都市部である。このため、各地点をイノベーションハブとして、TwitterのハッシュタグやWEBテレビ電話で中継する試みもある。

## 大企業におけるハッカソンの取り組み
オープンイノベーションについては、多くの大企業で「社内部署横断のプロジェクト」立ち上げや「専門部署の設置」「企業･団体との連携」を行っているが、ハッカソンについては、2015年時点では認知度が低く、37.2%である。ここからはオープンイノベーションの必要性を認識しながらも取り組みは従来型にとどまり、ハッカソンの認知度も低いという大企業の現状がうかがえる

## フューチャーセンターとの融合
ブレインストーミング以外に、フューチャーセッションの手法も取り入れ始めており付箋を使ったワークショップが行われることも多い。これは、どちらにも対話から新しいことを生むという共通点のためである。